# Build Bright United FC
Đối với một loạt các trường đại học ở Campuchia, xem Build Bright University
Build Bright United FC, từng là một câu lạc bộ bóng đá có trụ sở tại Phnôm Pênh, Campuchia. Đội đã từng chơi ở Giải vô địch quốc gia Campuchia, hạng đấu cao nhất của bóng đá Campuchia. Đội đã bị giải thể vào năm 2016  Lưu trữ ngày 30 tháng 5 năm 2019 tại Wayback Machine do vấn đề tài chính.